# Philippe Honoré
Philippe Honoré (ur. 25 listopada 1941 w Vichy, zm. 7 stycznia 2015 w Paryżu) – francuski karykaturzysta i dziennikarz. Zginął podczas zamachu na redakcję Charlie Hebdo.
Rysownik samouk. Jego rysunki wykonywane były w ciemnej tonacji. Od 1992 współpracował z Charlie Hebdo.